# パルフェ 〜ショコラ second brew〜
『パルフェ 〜Chocolat second brew〜』（パルフェ ショコラ セカンド ブリュー）は、戯画より2005年3月25日に発売されたWindows用18禁メイド喫茶アドベンチャーゲーム。

## 概要
本作は『ショコラ 〜maid cafe "curio"〜』の2年後を舞台とした続編である。タイトルの「second brew」は「二番煎じ」の意。
2005年12月22日には一部コンテンツを追加してメディアをDVD-ROMに変更した『パルフェ 〜ショコラ second brew〜 Re-order』が発売された。2006年6月29日にはアルケミストより、新シナリオの追加及び新キャストとオリジナルキャストを自由に変更できる「デュアルボイスシステム」を採用したPlayStation 2版『パルフェ -Chocolat Second Style-』が発売された。移植に際してのシナリオの追加・変更に関しては、オリジナルライターの丸戸史明はノータッチである。またPS2版の発売に先駆け、2006年6月23日にPS2版の新キャストの一部を起用した番外編の実写ドラマ『パルフェ Another Story』が、DSE (DRAMAGIX SEIYU ENERGY) レーベルより発売されている。2007年6月29日には、PS2版をWindows用に逆移植した全年齢対象版『パルフェ 〜ショコラ second brew〜 Standard Edition』がテイジイエル企画→エンターグラムより発売された。
今まで見たイベント、現在プレイ中のデータで通過しているイベントの詳細が確認できる「イベントシート」の導入、セーブとロードが手早く出来るポップ式サイドバー、ヒロイン1人ごとにイメージBGMが用意される、BGMが始まる際に曲名を表示する機能など、前作のゲームシステムが大幅に改良された。
2015年2月26日には、PlayStation Vita版『パルフェ』が発売された。
2021年3月26日には、『パルフェリメイク』が発売、同年11月25日にはPlayStation 4/Nintendo Switch版が発売され、Windows版に2022年7月29日が全年齢版として発売した。
2025年1月23日には、カフェシリーズの3作品の一つを収録した『Sweet Cafe Collection ～ショコラ・パルフェ・シュクレ～』が発売予定（『ショコラ』と『シュクレ』ではそのままオリジナル版としてHDリマスター化、戯画が活動休止したためエンターグラムより全年齢版のみの販売）。

## プロローグ
中世ヨーロッパの街をイメージした大型ショッピングモール「ブリックモール」はグランドオープンを間近にひかえ、テナントとなる飲食店の誘致を進めていた。
ただの大学生である高村仁のもとに、突然ブリックモールから電話がくる。彼の義姉である杉澤恵麻が経営していた欧風喫茶「ファミーユ」を出店して欲しいという内容である。ファミーユは半年前の火災で店舗を失い休業中だった。
あくせくしながら開店準備を進める中、ありえない程に恵まれた出店条件の裏を知らされる。ファミーユの予定場所の真向かいの店は「キュリオ」。ファミーユがそのコンセプトを学び、模倣したオリジナルである店の3号店だったのだ。
圧倒的な人気と実力を誇るキュリオを前に、主人公は悪戦苦闘を強いられる。アルバイトである雪乃明日香、涼波かすりと3人だけでの開店もやむをえなくなった深夜、滑り込みでアルバイト志望の少女、風美由飛が現れる。その姉であり、キュリオのチーフである花鳥玲愛との口論をきっかけに主人公はキュリオと売り上げ勝負をすることになってしまう。
かつて「ファミーユ」の同僚であった夏海里伽子の助力が得られるかも分からないなか、プレイヤーはこういった状況を打開し、人気店「ファミーユ」を復活させなければならない。

## 登場人物
声優の記載はPC版/PS2版の順。既存キャラクターであるにも関わらず声優が2人記載されていないものは全バージョン通じて変更なし。PS2版では、PC版声優による音声も選択可能である（前作ショコラからの登場キャラクターを除く）。逆移植版には音声選択機能は無く、PS2版初登場キャラ以外はオリジナルのPC版に準拠。PS Vita版は逆移植版がベースとなっている。

### メインキャラクター
高村 仁（たかむら ひとし）
誕生日3月某日　板橋曰く「両天秤座」
主人公。名門八橋大学在籍の経済学部3年。半年前まで喫茶店ファミーユで働いていたが、店が放火により焼失。しばらくは真面目に大学に通っていたが、ファミーユにブリックモール出店の話が出たとき、ファミーユを復活させるため大学を休学し、店長兼コックとなる。比較的に真面目で優しい性格だが、恋愛面では鈍感で奥手。そして、失言が多く、天然で女の子を怒らせるような発言をすることもしばしば。また、相手の事になると周りが見えなくなることもある。ベランダで一日一本タバコを吸う習慣がある。
無類の卵好きでこだわりもかなり強く、卵を使った料理に関しては他の追随を許さない。しかし、卵が絡まない物の場合は凡庸かそれ以下の腕前であり、うまく作ろうとしても何故かうまくいかない。
本姓は「杉澤」。幼い頃に父母を亡くしたことで母方の叔父夫婦である高村家に引き取られている。父の名は弘文（ひろふみ）、母は佐恵（さえ）。3年前までは実兄の一人（かずと）がいたが事故で他界している。そのため、家族へのこだわりも人一倍強く、義理の姉である恵麻の世話などを焼きどシスコンと揶揄されることもある。一方で里伽子には頼りっきりである。
今でこそ名門である八橋大学に通っているが、かつては病弱で成績も普通だったため、天才といわれていた兄と比較され、そのことにコンプレックスを抱いていた。
本編が始まる前、店が焼失した後に里伽子に告白したが、心にもない事を言われ振られる。それ以降は以前にも増して恋愛奥手の性格になる。また、タバコは実は苦手であり、兄を失った恵麻を慰めるために兄がよく吸っていたタバコによって兄の名残を残すために吸っている。
風美 由飛（かざみ ゆい）
声：高槻つばさ / 宮崎羽衣
身長/160 cm 体重/47 kg B 88 (D) / W 53 / H 84 血液型B型
ファミーユの新入店員。主にフロアを担当している。ブリックモール店開店前日に突然現れ、仁もそのてきとーさ加減に初めは採用する気はなかったが、その楽しそうで美しい歌声に惹かれ迎え入れることになる。
明るくお気楽脳天気、人見知りしないを通り越して馴れ馴れしいため、ファミーユにも簡単に馴染んでいく。最初はそれぞれ「店長」「由飛くん」と呼んでいたが、あるときを境に名前で互いに呼び捨て合うことになる。オーダーを間違えたり食器を割ったりとミスは多いのだが、それを愛嬌で丸め込んでしまうので、苦情にならないどころかそれすら人気へと繋げてしまう天才でもある。
ほぼ即興のミュージカル風の歌を歌いながら接客する癖があり、それが大ウケでやがてはブリックモール全体の名物にまでなっていく。特技はピアノで、覚えている曲ならば譜面なしで弾けてしまうほどの才能を持つ。また、指が長く、普通の人間じゃ振りほどけないほど握力をもつ。
風美の両親と死別した際にピアノの先生であった花鳥家の養子及び玲愛の義姉となり（5年前）、現名は「花鳥 由飛」。玲愛とはピアノの教え子時代から仲が良かったが、「実子の玲愛は就職したのに養子の自分が進学した」ことなどに引け目を感じ、接することを躊躇っているうちに距離が出来てしまった。だが、血は繋がっていないのに玲愛と似た部分もある。
元々は大和音大に通う大学生だったが、1年留年をし、以後単位をまったく取っていない。かつてはプロ混じりの全国コンクールで3位となりピアノの天才とまで言われていたが、あるトラウマによって弾くのを躊躇っている。
花鳥 玲愛（かとり れあ）
声：松永雪希 / 野川さくら
身長/161 cm 体重/45 kg B 83 (B) / W 52 / H 82 血液型A型
キュリオ本店から派遣された3号店のチーフ。キュリオ3号店にも店長は存在するが、普通の店員の2.5倍働くため実質的には3号店は彼女の手により動いている。キュリオ始まって以来の堅物で、他人以上に自分に厳しい真面目人間。出会って早々の口喧嘩が原因で、仁といがみ合うことになる。しかしお節介な部分もあり、ライバルである仁に的を射た助言をすることも多い。また、社員寮として移り住んだマンションでは仁の部屋と隣同士であり、時折ベランダに出ては仁と話をすることもある。
日仏ハーフの金髪ツインテール。しかしその容姿とは裏腹にフランス人の母親共々日本文化にどっぷりとつかっており、フランスにも一度も行ったことがない。さらには、フランス語はおろか、英語も全く話せない。また鍋物やほうじ茶などを好み、寒い時には母親お手製のどてらを着たりもしている。
あだ名は「カトレア」だが、本人はその呼び方で呼ばれることをかなり嫌っている。薬が大の苦手で、内服液しか飲めない。また、仁との口げんかは周りから痴話喧嘩だと思われており、キュリオの店員の間では仁と付き合うのではないかと賭けをされている。2号店店長の結城大介（前作の主人公）を尊敬している。
由飛の義理の妹。元々はピアニストの家系で自分もそれなりの技術を持っていた。しかし由飛の天才的な才能に決定的な差を思い知り、学園時代にはもうピアノをやめて様々なバイトをこなした末、大学に行かずキュリオに就職している。由飛のことも好きなのだが、ピアノの腕や人を惹き付けるその性格といった天才さに嫉妬を感じ、避けてしまうようになった。
ツンデレキャラの代表的存在であり、『ツンデレ大全』（インフォレスト）では最初に取り上げられていた。
『パルフェ Re-order』ではキュリオ本店でバイトしていた時代のエピソードが収録され、髪を下ろした立ち絵も登場した。また『ショコラ Re-order』の追加シナリオで一足早く登場している。
雪乃 明日香（ゆきの あすか）
声：MIENO / 稲村優奈
身長/153 cm 体重/44 kg B 92 (F) / W 52 / H 79
仁の家庭教師の教え子でありファミーユの店員で、マスコット的存在でもある。主にフロアを担当し、接客に関しては最も安定してこなしている。現役女学生であり清城女子学園2年。本店メンバーの一人であり、ファミーユを復活させる際真っ先に復帰を表明する。仁のことを家庭教師の先生として「せんせ」、店の店長として「てんちょ」と呼んでいる。メンバーの中では最年少だが、胸が一番大きいためそのことを指摘されることも多い。
素直で健気な可愛い性格だが、いたずら好きで耳年増な小悪魔でもある（フォセットのちびキャラマスコットでは、クリックすると悪魔の羽が出てくる）。こつこつ真面目な努力家タイプなので、由飛に振り回され、冷たく当たったりもする。成績は優秀であり学園ではクラス委員も勤めている。また、仁と同じ大学に行きたいため八橋大学を狙っている。
涼波 かすり（すずなみ かすり）
声：神月あおい / 中原麻衣
身長/158 cm 体重/44 kg B 84 (C) / W 51 / H 80
ファミーユの店員。本来パティシエール見習いだが、フロアもこなせる貴重なマルチプレイヤー。恵麻が復帰する前までパティシエールをたった一人で務め、かつ必要時にはフロアまでもこなしていた。恵麻が復帰以後、恵麻のアシスタントを務める。実家は老舗の和菓子屋で、その当主でもある姉は和菓子界でも新進気鋭の職人。そのため姉との差を感じ実家を出てファミーユに入った経歴を持つ。洋菓子職人として頑張っていたことがバレ、ファミーユ本店焼失後は本人曰く、実家に強制送還され軟禁状態だった。だが、迎えに来た仁と駆け落ちした、と吹聴して復帰する。
一見清楚な大人の女性だが、性格は気さくで良く笑いノリもいい、愉快な人である。仁と関係があるような言動をしては仁をからかったりもする。恵麻を尊敬しており彼女に少しでも近づこうと、表でふざけつつも影で必死に努力している。掛け値なしに優秀なのだが、天才の壁は厚く苦悩している。
また、恋愛話が豊富であり、由飛や明日香に体験談などを話し盛り上がっている場面もある。
杉澤 恵麻（すぎさわ えま）
声：Yuki-Lin / 千葉紗子
身長/166 cm 体重/51 kg B 91 (D) / W 55 / H 87
ファミーユの総店長であり仁の義理の姉。元々仁の養父母となった叔父夫婦の娘で従姉に当たる。
元々の姓は高村だったが、仁の兄・一人と入籍し杉澤となる。だが入籍した直後に一人を事故で失い、彼が残した喫茶店ファミーユを仁たちの支援から成り立たせる。だが、ファミーユ本店が火事で焼失したことにより菓子作りへの情熱を失い、保険の外交員をしていた。ブリックモール店を開店する際、ファミーユを復活させることを反対していたが、仁の情熱とピンチを知ってから、それまでの仕事を辞めパティシエールとして復帰する。仁の店だという理由から仁を店長にしているが、陰で支える立場から総店長となる。
義姉弟の関係となったころからかなりのブラコンであり、一端スイッチが入ると仁のことについてかなりの時間語り続ける。だが、仁の失言や歳関連でツッコまれた時は笑顔のまま大激怒する。また、寝起きが悪く、仁が起こしに行かないとずっと寝ていることもある。だが、逆にずっと起きていることは可能。
計量も何もせずに作るため傍から見るとかなり大雑把なのだが、それでも美味しく作れてしまう。その腕はキュリオ本店のパティシエール橘さやかにも引けを取らないが、彼女の作る菓子の魅力はむしろ洗練されていない素朴な味わいで、それは仁がファミーユの名前を決めるときにカンバーニュ（田舎）という店名を提案したほどである。だが、自分で作るのは得意だが他人（かすり）に教えるのは苦手、しかも手を出さずに見守るということが出来ない。また、自分の気まぐれで新商品を簡単に作ったり、みんなが疲れきっている中ケーキを食べたいからとケーキを作り出したりもする。
仁の名前の読みは「ひとし」だが、彼女は「じんくん」と呼ぶ。これはまだ親戚関係だったころに「仁」という字だけ読んで「じん」だと勘違いし周囲に笑われたことがきっかけで意固地になってそう呼び続け、いつのまにか定着したものであるという。
仁の兄と結婚したが、本当は仁のことが好きだった。高村家でも仁を恵麻の婿にと考えていたが、仁が養子となったことで永遠に叶わない恋となってしまう。そのため、仁が他の女の子と付き合う時は、たとえ仲のいい女の子であろうと必ず反対する。
夏海 里伽子（なつみ りかこ）
声：浅野麻理亜 / 新谷良子
身長/163 cm 体重/48 kg B 87 (C) / W 53 / H 83 誕生日7月20日
仁と同期の八橋大学在籍の大学生。静岡県浜松市出身。ファミーユ本店ではチーフを務め、店の立ち上げやキュリオを見習ったコンセプトの導入などを取り仕切った才媛。制服をデザインし、試作品の製作までしたのも里伽子である。ただしドライで無愛想なのが玉に瑕な、ダウナー系真面目人間。「情に流されるとロクな事にならない」が口癖。
就職活動を理由に仁のファミーユ復帰の要請を断り、ブリックモール店を出店する際もキュリオ3号店の存在にいち早く気づき反対した。だが、その後もブリックモール店の実質的なブレーンとして活動し広い人脈などを駆使しファミーユを支援する。勝ち方を良く知っている策士ではあるが、なりふりの構い方はあまり知らない。仁に頼られることが多く、初めは渋るものの、その後に「しょうがないなぁ、仁は」の一言で必ず仁をサポートする。
眼鏡をかけた時に仁に大笑いされたのがトラウマとなっており、仁の前では眼鏡をはずして裸眼ですごそうとするものの、視力がかなり悪い彼女にはそれはかなり難しいようである。後述の事情によりコンタクトは苦手らしい。
半年前に起こったファミーユ本店の火災にたまたま居合わせていた唯一の関係者。忘れ物を取りに店に戻ったところ火災に気付き、焼け落ちる建物に飛び込み仁の家族の位牌を守った。その代償として利き腕の左腕の神経を損傷、左手を動かせなくなってしまう。里伽子は一連の出来事における自分の行動をファミーユ関係者に明かしておらず、心と身体に受けた傷は今も癒やされていない。
仁のことは出会った当初から好きで、彼が告白してくることを待っておりヤキモキしていた。そして、火事が起こった直後に告白されるが、自分が頼りたいときに彼は恵麻につきっきりだったこと、そしてもう自分が彼の役に立てなくなったことなどが理由で、心にもないことを言って彼を振っている。
前作『ショコラ』の香奈子、処女作『Ripple』のあおいといったヒロインが持っていた要素を踏襲しており、ライターの丸戸史明いわく「あおいのリベンジを意識したキャラ」であるとのこと。
川端 瑞奈（かわばた みずな）
声：深井晴花 / 庄子裕衣
本店から派遣されたキュリオ3号店のサブチーフ。玲愛の友人であり、彼女のサポート役。玲愛がファミーユと敵対しているのとは正反対に、仁とは積極的に話しかけてくる。家は仁と同じマンションで、仁の部屋の2軒隣。そのため仁と玲愛の喧嘩やいちゃいちゃを見せつけられる。
明るくさっぱりとした性格。たまに玲愛をからかうような発言をしては彼女を怒らせいじっていることもある。だが、キュリオの悪口を言われた時に彼女には珍しく怒るなど、純粋な心も持っている。将来、喫茶店を経営することを目標としており、キュリオに入ったのもその目標のための第一歩。かなりの勉強家でもあり、仁すらも納得させるほどの喫茶店の知識を披露する。また、田舎がコンビニの少ない地域で育ってきたため、コンビニを日に3回行くほどコンビニ通いをしている。元々は陸上部だったらしく足が速い。実家は農業をやっているらしく、リンゴが送られてきたり、帰省した際に持ちきれないほどの野菜を持たされることもある。酒を飲むが、ワインだと悪酔いしてしまいなかなか目を覚まさなくなる。また、恋愛には難儀な「ただの友達としては大いに好かれる」資質を持っている。
喫茶店の知識があり実力が高いものの、才能のある人間が努力をすれば必ず負けてしまうと考えている。そのため、友人であるが実力も才能もある玲愛にコンプレックスをもっている。
当初はサブキャラだったがPS2版でヒロインに昇格。いかにもサブキャラだった立ち絵が可愛く描き直されている。
沢崎 美緒（さわざき みお）
声：斎藤桃子
PS2版の新キャラクター。卸会社「沢崎珈琲」の営業部員。ファミーユとは本店の頃から付き合いがあり、のちに恵麻の復帰と共にファミーユの店員になる。バリスタの日本選手権で新人王に選ばれており、コーヒーの知識だけでなく技術も高い。また、独特のブレンドを作り出す味覚の持ち主。将来は一流バリスタを目指している。コーヒーに対して誇りを持っており、コーヒーを馬鹿にしたら激しく怒る。
男勝りな性格や口調だが、冷静で他の店員をツッコむことが多い。また、見た目とは裏腹に繊細な心の持ち主。現在は専門学校時代に作り出したバリスタ風の格好をしているが、実は胸が小さく、ファミーユのメイド服で一番胸が小さいサイズを着たとしてもぶかぶかになってしまうためである。
ファミーユメンバーの中ではかすりと一番仲がよく「かすりん」と呼び、かすりも彼女の事を「美緒っち」と呼ぶ。仁のことを「じん」と呼ぶが、これは恵麻が呼んでいる呼び方が正しいと思ったから。姉がいるが、姉とは仲が悪く話もあまりしない。

### サブキャラクター
板橋孝明（いたばし たかあき）
声：リッキー力 / 立木文彦
キュリオ3号店の店長で、玲愛とは本店の頃からの上司。もっとも実際にはチーフの玲愛が店を仕切っている。「カトレア」呼ばわりの常習故意犯。営業時間にもかかわらずファミーユに入り込んで恵麻を口説いたり、ブリックモール内をうろうろしたりすることが多くかなりのマイペース人間。しかし、時々かなり重みのある言葉を口にし、またやり手であることをうかがわせることもある。
本店では「切れ者」と言われ幹部候補とも言われているらしいが、本人は本店に戻る気がなく自由気ままにやっている。
成田 芳美（なりた よしみ）
声：鮎川奈知 / こやまきみこ
キュリオ3号店の現地スタッフ。小柄で元気な現代っ娘。ルートによっては明日香と情報交換している場面もある。
長谷川 ひかり（はせがわ ひかり）
声：中家菜穂 / 川瀬晶子
キュリオ3号店の現地スタッフ。ロングヘアで伏し目がちの女性。
涼波 紬（すずなみ つむぎ）
声：桜川未央 / 伊藤亜矢子
京都老舗の和菓子処「すゞなみ」の当代の主でかすりの姉。和菓子界の王女と称される職人。和菓子作りが大好きで、その辺は恵麻と共通する部分がある。洋菓子をあまりよく見てはおらず、隙あらばかすりを家に連れ戻そうとしている。妹がついた嘘のせいで、仁とかすりが恋仲であると誤解している。かすりとは違い京言葉で話す。
涼波 源一郎（すずなみ げんいちろう）
声：山口一樹
紬とかすりの父親で和菓子処「すゞなみ」の先代。病気がちのわりには、怒ると銘刀「虚鉄」を持ち出して暴れだす。かすりに会いにきた仁をかすりの男と誤解して斬り殺そうとした。
桂木美鈴（かつらぎ みすず）
声：桜川未央 / 儀武ゆう子
清城女子学園の学生。明日香の親友であり、彼女のクラスの副委員長を務めている。
高村 征氏
声：前中礼二
恵麻の実父で、仁の養父。仁の実母である杉澤佐恵の弟にあたる。仁を引き取ったことと一人の結婚問題のため、杉澤家側の一方的な言いがかりにより絶縁状態にある。将来は仁を高村家の跡取りにしようと考えている。
高村 みつえ（たかむら みつえ）
声：神月あおい
高村征氏の妻。恵麻の母親。恵麻が帰省してきた時には必ず縁談を持ち掛けてくる。
杉澤 一人（すぎさわ かずと）
仁の歳の離れた兄であり恵麻の旦那。仕事は商社マンで、恵麻のためにファミーユ本店を建てている。恵麻と入籍後、海外の仕事先で事故死する。性格良好、成績優秀、運動神経抜群と全てにおいて完璧な人間だが、重度のヘビースモーカーで一日三箱が普通というのが玉に瑕。
両親が亡くなった時は大学生だったが、残された仁の事を考えて大学を中退し就職しようとも考えていた。だが、杉澤家からの干渉があり、それも叶わなかった。かなりのブラコンであり、仁の前ではあまり口には出さなかったが、たった一人の肉親である仁のことを誰よりも大切に思っていた。
沢崎 都（さわざき みやこ）
声：井ノ上奈々
PS2版の新キャラクター。卸会社「沢崎珈琲」に属している喫茶店「SAWA」の店長であり美緒の姉。父親が実家を出て行き、母親が倒れたことでSAWAを引き継ぎ大学を中退している。当初はパンを作りがんばっていたが、営業がうまくいかずに採算重視にして店を立て直した。
性格はクールで感情的になることも少なく、明日香からも「雪女」と言われるほど。かつて、美緒が新人賞を取ったときに美緒の成功を売り込みにしようとしたことで美緒との絆が壊れ溝が深まることになる。だが、口では出さないものの美緒の才能や成功を誰よりも喜んでおり、美緒のことを陰ながら支えている。
大村 翠（おおむら みどり）
声：松下雅 / 新谷良子（PS2版音声切り替え対象外）
キュリオ本店フロアチーフ。『ショコラ 〜maid cafe "curio"〜』のヒロインのひとり。ゲーム中は単に「女性店員」と表現されることも。
榊原 宏幸（さかきばら ひろゆき）
声：一条和矢
キュリオ本店コック長。『ショコラ 〜maid cafe "curio"〜』からの登場。スタッフロールでは単に「榊原」と表現される。
橘 さやか（たちばな さやか）
声：かわしまりの / 福井裕佳梨（PS2版音声切り替え対象外）
キュリオ本店パティシエール。『ショコラ 〜maid cafe "curio"〜』のヒロインのひとり。
結城 誠介（ゆうき せいすけ）
声：祭大!
前作の主人公、結城大介の父で、喫茶店キュリオの総店長。冒頭に於いて、ファミーユのブリックモール出店を打診してきた人物である（飲食店経営とは言っているが、キュリオの名は出していない）。以前大介を伴ってファミーユの視察に訪れていたこと（Re-orderの追加シナリオを参照）からか、店の事情に詳しい。

## スタッフ
- シナリオ: 丸戸史明 with 企画屋
- 原画: ねこにゃん
- ムービー: 神月社

## 主題歌
- オープニングテーマ「Leaf ticket」
  - 作詞・歌：KOTOKO
  - 作曲・編曲：C.G mix
  - I've Girls Compilation『EXTRACT』にも収録されている。
- エンディングテーマ「つまんない恋」
  - 歌：高槻つばさ（風美由飛Trueエンディングのみ、それ以外はInst.Ver.）
  - 作詞：丸戸史明/NEKO EMON
  - 作曲・編曲：杉本バッハ
- PS2版新オープニングテーマ「わからない果実たち」
  - 歌：クローバー（井ノ上奈々・宮崎羽衣・庄子裕衣・斎藤桃子）
  - 作詞：畑亜貴
  - 作曲：黒須克彦
  - 編曲：安藤高弘
- PS2版新エンディングテーマ「アザヤカな勇気」
  - 歌：クローバー feat.宮崎羽衣
  - 作詞：こだまさおり
  - 作曲：黒須克彦
  - 編曲：前澤寛之

PS2版には、従来のオープニングテーマ・エンディングテーマもあわせて収録。
- ゲーム起動時（アルケミストと戯画のロゴの後）に新OPテーマが流れ、従来のOPテーマはPC版通りのタイミングで流れる。
- エンディングでは、まず従来のEDテーマが流れつつ、PC版のスタッフロール（『オリジナル スタッフ』枠）がスクロール表示される。背景はそのままで新EDテーマに切り替わり、PS2版のスタッフロール（『"PlayStation 2"版 スタッフ』枠）がスクロール表示される。
- なお、EDテーマ両バージョンのボーカルは音声切り替え対象外となっている。

## ファンディスク
『この青空に約束を―』との合同ファンディスク、『フォセット - Cafe au Le Ciel Bleu -』が2006年12月22日に発売された。

## 実写版
DSEシリーズ第7弾『パルフェ Another Story』。2006年6月23日発売。
PS2用ゲーム『パルフェ -Chocolat Second Style-』をドラマ化。
キャスト
風美由飛：宮崎羽衣
雪乃明日香：稲村優奈
沢崎都：井ノ上奈々
沢崎美緒：斎藤桃子
川端瑞奈：庄子裕衣
花鳥玲愛：野川さくら

## その他
『ガールズクロスクロニクル』という美少女ゲーム作品のクロスオーバーRPGに参加している。DMM GAMESにてPCブラウザゲームと、Androidアプリとして配信。
キャスト
- 花鳥玲愛 - 遥そら
- 風美由飛 - 三代眞子
- 雪乃明日香 - あじ秋刀魚
- 涼波かすり - 神月あおい
- 杉澤恵麻 - Yuki-Lin